# Aderus costaricanus
Aderus costaricanus é uma espécie de inseto besouro da família Aderidae. Foi descrita cientificamente por Maurice Pic em 1929.

## Distribuição geográfica
Habita em Costa Rica.